# Microregione di Poços de Caldas
Poços de Caldas è una microregione del Minas Gerais in Brasile, appartenente alla mesoregione di Sul e Sudoeste de Minas.

## Comuni
È suddivisa in 13 comuni:
- Albertina
- Andradas
- Bandeira do Sul
- Botelhos
- Caldas
- Campestre
- Ibitiúra de Minas
- Inconfidentes
- Jacutinga
- Monte Sião
- Ouro Fino
- Poços de Caldas
- Santa Rita de Caldas